# Noaea mucronata
Noaea mucronata là loài thực vật có hoa thuộc họ Dền. Loài này được (Forssk.) Asch. & Schweinf. mô tả khoa học đầu tiên năm 1887.